# Mite d'Er
El mite d'Er és un escrit que forma part de La República de Plató i resum de la cosmologia grega imperant a la seva època, marcada per Pitàgores.

## El mite
La història comença quan un home anomenat Er, fill d'Armenios (Ἀρμένιος), de Pamfília, mor a la batalla. Quan es recullen els cossos dels quals han mort a la guerra, deu dies després de la seva mort, Er es manté serè.
Er mor i arriba a una sala amb quatre portes, on estan els jutges que decideixen si la persona morta pot anar al cel (per les seves bones accions) o bé ha d'anar a un món inferior. Les ànimes que venen del cel parlen de bellesa i sentiments positius, mentre que les que han estat castigades a l'inframón tornen brutes i descrivint patiments.
Dos dies més tard, ressuscita a la seva pira funerària i explica als altres el seu viatge al més enllà, inclòs un relat de la reencarnació i les esferes celestes del pla astral.
Er continua el seu viatge fins que arriba a un arc de Sant Martí, on la Dama Necessitat, acompanyada de les sirenes, reparteix la fortuna, que consisteix a poder escollir la pròpia vida en la següent encarnació. Er contempla com les ànimes s'equivoquen i anhelen coses que no han tingut, com ser tirans. Un cop triada la vida, han de beure del riu Leteu per poder encarnar-se sense recordar la seva anterior existència i així iniciar-ne una de nova.
Encara que es diu el mite d'Er, la paraula "mite" aquí significa "paraula, discurs, conte", més que el significat modern.

## Els temes
A part de descriure l'univers, el mite recupera temes que seran importants en la filosofia platònica, com l'encarnació de les ànimes (en altres relats obliden el passat després de caure d'un carro alat i venen del món etern de les idees) o el destí que espera a cada persona segons les seves accions, recollit després pel cristianisme. També introdueix el concepte de necessitat, que mana damunt la vida humana, una concepció típicament grega que es pot veure a les seves tragèdies més famoses.
Alguns investigadors han relacionat el mite d'Er amb la llegenda armènia d'Ara el Bell (en armeni: Արա Գեղեցիկ Ara Gełec‘ik). A la història armènia, el rei Ara era tan bell que la reina assíria Semíramis va fer la guerra contra Armènia per capturar-lo i portar-lo viu al seu costat, per poder-se'n casar. Durant la batalla, Semiramis va acabar guanyant, però Ara va ser assassinat malgrat les seves ordres de capturar-lo amb vida. Per evitar una guerra contínua amb els armenis, Semíramis, coneguda com una bruixa, va prendre el cos d'Ara i va pregar als déus que el ressuscitessin d'entre els morts. Quan els armenis van avançar per venjar el seu líder, Semíramis va disfressar un dels seus amants d'Ara i va difondre el rumor que els déus havien tornat a la vida a Ara, convencent els armenis de no continuar la guerra. En altres versions, les oracions de Semiramis tenen èxit i Ara torna a la vida.